# Rountzenheim
Rountzenheim (deutsch Runzenheim) ist eine Commune déléguée in der französischen Gemeinde Rountzenheim-Auenheim mit 1080 Einwohnern (Stand 1. Januar 2021) im Département Bas-Rhin in der Region Grand Est (bis 2015 Elsass) in Frankreich. Die Dorfbewohner nennen sich Rountzenheimois.
Die Gemeinde Rountzenheim wurde am 1. Januar 2019 mit Auenheim zur Commune nouvelle Rountzenheim-Auenheim zusammengeschlossen. Sie hat seither den Status einer Commune déléguée. Die Gemeinde Rountzenheim gehörte zum Arrondissement Haguenau-Wissembourg und zum Kanton Bischwiller.

## Infrastruktur
Die Wohnquartiere von Auenheim und Rountzenheim liegen unmittelbar nebeneinander. Ein Autobahnanschluss besteht zur Autoroute A 35 im Westen. Durch Rountzenheim führt die D 463 zur D468. 
Im öffentlichen Nahverkehr wird Rountzenheim zum einen durch den Bahnhof Rountzenheim an der Bahnstrecke Wörth–Strasbourg erschlossen, hier halten Regionalzüge der SNCF, Abteilung TER Grand Est. Zum anderen bedienen  zwei Buslinien den Ort: die Linie 330 (Haguenau – Soufflenheim – Seltz) von Fluo 67 verkehrt montags-samstags einige Mal am Tag mit Verstärkerfahrten im Schülerverkehr. Die Linie 231 (Soufflenheim – Rastatt) des Karlsruher Verkehrsverbundes fährt seit Dezember 2022 stündlich, an Sonn- und Feiertagen zweistündlich. Fahrkarten des KVV werden auch in Frankreich bis Soufflenheim anerkannt.

## Wappen
Beschreibung: In Blau eine goldene Sanduhr und darüber schwebend ein fallender goldener Halbmond.

## Geschichte und Bevölkerungsentwicklung
In einer Schenkungsurkunde, die Kaiser Karl III. (der Dicke) 884 für das Kloster Honau ausstellte, wird das Dorf Ruadmundesheim genannt. 1360 schlichtet Kaiser Karl IV. einen Besitzstreit um mehrere elsässische Dörfer, unter ihnen Ruonesheim.
Von 1871 bis zum Ende des Ersten Weltkrieges gehörte Runzenheim als Teil des Reichslandes Elsaß-Lothringen zum Deutschen Reich und war dem Kreis Hagenau im Bezirk Unterelsaß zugeordnet.
|           | 1910 | 1962 | 1968 | 1975 | 1982 | 1990 | 1999 | 2007  | 2013  |
| Einwohner | 666  | 733  | 744  | 807  | 797  | 845  | 976  | 1.007 | 1.063 |

## Persönlichkeiten
- Gustav Adolf Anrich (1867–1930), evangelischer Theologe, Professor in Tübingen